# Hymenodiscus tenella
Hymenodiscus tenella är en sjöstjärneart som först beskrevs av Luwig 1905.  Hymenodiscus tenella ingår i släktet Hymenodiscus och familjen Brisingidae. Inga underarter finns listade i Catalogue of Life.